# Ernst von Knappe
Ernst Knappe, ab 1900 von Knappe (* 12. September 1839 in Wittenberg; † 12. Mai 1902 in Würzburg) war königlich preußischer Generalleutnant und zuletzt Kommandeur der Eisenbahnbrigade.

## Leben
Er erhielt seine Schulbildung in preußischen Kadettenkorps und kam am 2. Mai 1857 als außeretatmäßiger Seconde-Lieutenant in die 5. Abteilung der 2. Ingenieurinspektion. Nach dem erfolgreichen Besuch der Vereinigten Artillerie- und Ingenieurschule kehrte er im Juni 1859 in die Pionierabteilung zurück. Anschließend wurde er dort in Etat einrangiert. Im Mai 1863 kam er dann zu Fortifikationsdiensten in die Festung Wittenberg, dort wurde er am 1. Dezember 1863 zum Premier-Lieutenant befördert und im August 1864 Fortifikationsdiensten in die Festung Torgau versetzt. Im Jahr 1865 wurde er in das schlesische Pionierbataillon Nr. 6 nach Neiße versetzt. Abschließend war er ab Mai 1866 bei der Schleifung der Festung Schweidnitz und danach bei Brückensprengarbeiten in Oderberg. Während des Deutschen Krieges kam er zur Abteilung des Generalmajors Knobelsdorff.
Nach dem Krieg kam er auf die Allgemeine Kriegsschule. Nach drei Jahren Schule kam er dann zu Fortifikationsdiensten nach Glogau, wo er am 7. Juli 1870 zum Hauptmann befördert wurde. Während des Deutsch-Französischen Krieges kam er als 2. Ingenieuroffizier in das Generalkommando des IV. Armeekorps. Nach dem Krieg wurde er dann Mitglied des Ingenieurskommitees und am 26. August 1871 als Kompanieführer in das Eisenbahnbataillon abkommandiert, im November 1876 wurde er dann als Kompaniechef in das Bataillon versetzt. Aber im November 1876 kehrte er in die 2. Ingenieurinspektion zurück und kam zu Fortifikationsdiensten nach Posen.
Am 14. Dezember 1878 wurde er zum Major befördert und zeitgleich als Kommandeur in das Pionierbataillon Nr. 3 versetzt. Aber am 16. November 1880 wechselte er als Kommandeur in das I. Bataillon des Eisenbahnregiments. Er wurde am 1. Mai 1886 mit der Vertretung des Kommandeurs beauftragt und wurde am 12. Juni 1886 zum Oberstleutnant befördert. Am 12. September 1886 wurde er mit der Führung beauftragt und am 13. Dezember 1887 als Kommandeur des Eisenbahnregiments bestätigt. Anschließend wurde er am 13. Oktober 1888 zum Oberst befördert. Am 24. März 1890 wurde er dann Führer der neu aufgestellten Eisenbahn-Brigade und am 15. Dezember 1890 als Brigadekommandeur bestätigt.
Dort erhielt er am 20. Oktober 1891 die Beförderung zum Generalmajor und schied am 22. Januar 1895 als Generalleutnant aus dem Dienst aus. Am 1. Januar 1900 wurde ihm dann auch der preußische Adel verliehen.